# Блюдница
Блюдница (бел. Блюдніца) — деревня в Коммунаровском сельсовете Буда-Кошелёвского района Гомельской области Белоруссии.

## География

### Расположение
В 19 км на юго-восток от Буда-Кошелёво, 2 км от железнодорожной станции Тихиничи на линии Жлобин — Гомель.

### Гидрография
Река Журбина (приток реки Уза).

## Транспортная сеть
Транспортные связи по просёлочной дороге, затем по шоссе Довск — Гомель.
Планировка состоит из прямолинейной, близкой к меридиональной ориентации улицы, застроенной двусторонне деревянными домами усадебного типа.

## История
Археологами обнаружен курганный могильник (10 насыпей, 0,2 км на юго-запад от деревни, на кладбище) и курган (0,3 км на север от деревни) свидетельствуют о заселении этих мест с давних времён. По письменным источникам известна с конца XIX века как деревня в Руденецкой волости Гомельского уезда Могилёвской губернии. С 1884 года действовал хлебозапасный магазин. По переписи 1897 г. работали: школа грамоты, хлебозапасный магазин, 2 ветряные мельницы. В деревенской школе в 1905 году обучались 66 мальчиков и 12 девочек. В 1909 году работали школа, мельница. В 1926 году находились: отделение связи, лавка, школа.
С 8 декабря 1926 года до 28 июня 1973 года центр Блюдницкого сельсовета Уваровичского, с 17 апреля 1962 года Буда-Кошелёвского районов Гомельского (до 26 июля 1930 года) округа, с 20 февраля 1938 года Гомельской области В 1929 году организован колхоз. Во время Великой Отечественной войны оккупанты сожгли 12 дворов. 37 жителей деревни погибли на фронте. В 1959 году в составе межхозяйственного предприятия «Особино» (центр — посёлок Коммунар). Начальная школа, клуб, библиотека.

## Население

### Численность
- 2018 год —  32 жителя.

### Динамика
- 1897 год — 104 двора, 725 жителей (согласно переписи).
- 1909 год — 136 дворов, 901 житель.
- 1926 год — 171 двор.
- 1940 год — 326 житель.
- 1959 год — 255 жителей (согласно переписи).
- 2004 год — 37 хозяйств, 53 жителя.